# Better Call Saul
Cet article concerne la série télévisée. Pour l’épisode de Breaking Bad du même nom, voir l'épisode 8 de la saison 2.
Breaking Bad El Camino : Un film Breaking Bad
Better Call Saul est une série télévisée américaine, co-créée par Vince Gilligan et Peter Gould, diffusée du 8 février 2015 au 15 août 2022, simultanément sur AMC aux États-Unis et au Canada,,,. Il s'agit d'une série dérivée de l'univers de Breaking Bad, centrée sur la vie de Saul Goodman, l'avocat corrompu de Walter White et Jesse Pinkman.
À l'instar de son prédécesseur, Better Call Saul a été salué par la critique, notamment pour son jeu d'acteur, ses personnages et sa cinématographie ; de nombreux critiques l'ont qualifié de digne successeur de Breaking Bad. Certains l'ont également jugé supérieur à son prédécesseur. Il a reçu de nombreuses nominations, notamment un Peabody Awards, 46 Primetime Emmy Awards, sept Writers Guild of America Awards, cinq Critics' Choice Television Awards, un Screen Actors Guild Awards et 7 Golden Globes.
En France, en Belgique, en Suisse et au Luxembourg, la série est diffusée depuis le 9 février 2015 sur Netflix, et depuis le 1er février 2016 sur les versions internationales de Netflix.

## Synopsis
Au début des années 2000, James McGill, avocat rusé mais fauché, peine à se faire un nom dans le milieu juridique du Nouveau-Mexique. Frère cadet de l'avocat respecté Charles "Chuck" McGill et compagnon de la prometteuse Kim Wexler, il lutte pour se démarquer, enchaînant les affaires douteuses et les combines bancales. Animé par le désir de reconnaissance et de réussite, Jimmy glisse peu à peu vers une morale trouble, jusqu’à devenir Saul Goodman, avocat sans scrupules au service des criminels d'Albuquerque. Son destin croise celui de Mike Ehrmantraut, ancien policier véreux, dans une lente descente vers l’univers impitoyable du crime organisé.
Les événements évoluent jusqu'à connecter ceux narrés dans Breaking Bad, c'est-à-dire lors de la rencontre de Jimmy avec Walter White et Jesse Pinkman.
Plusieurs épisodes comportent une introduction préfigurant le dénouement final, postérieur à celui de la série Breaking Bad. Cette narration, présentée en noir et blanc, devient prépondérante vers la fin de la série.

## Distribution

### Acteurs principaux
- Bob Odenkirk (VF : Cyrille Artaux) : James Morgan « Jimmy » McGill / Saul Goodman[n 2]
- Jonathan Banks (VF : Féodor Atkine) : Mike Ehrmantraut[n 2]
- Rhea Seehorn (VF : Sylvie Jacob) : Kim Wexler
- Patrick Fabian (VF : Nicolas Marié) : Howard Hamlin
- Michael Mando (VF : Nessym Guetat)[n 3] : Ignacio « Nacho » Varga
- Michael McKean (VF : François Dunoyer) : Charles « Chuck » McGill, le frère de Jimmy (principal saisons 1 à 3, invité saisons 4 et 6)
- Giancarlo Esposito (VF : Thierry Desroses) : Gustavo « Gus » Fring[n 2] (saisons 3 à 6)
- Tony Dalton (VF : Julien Kramer) : Eduardo « Lalo » Salamanca (récurrent saison 4, principal saisons 5 et 6)

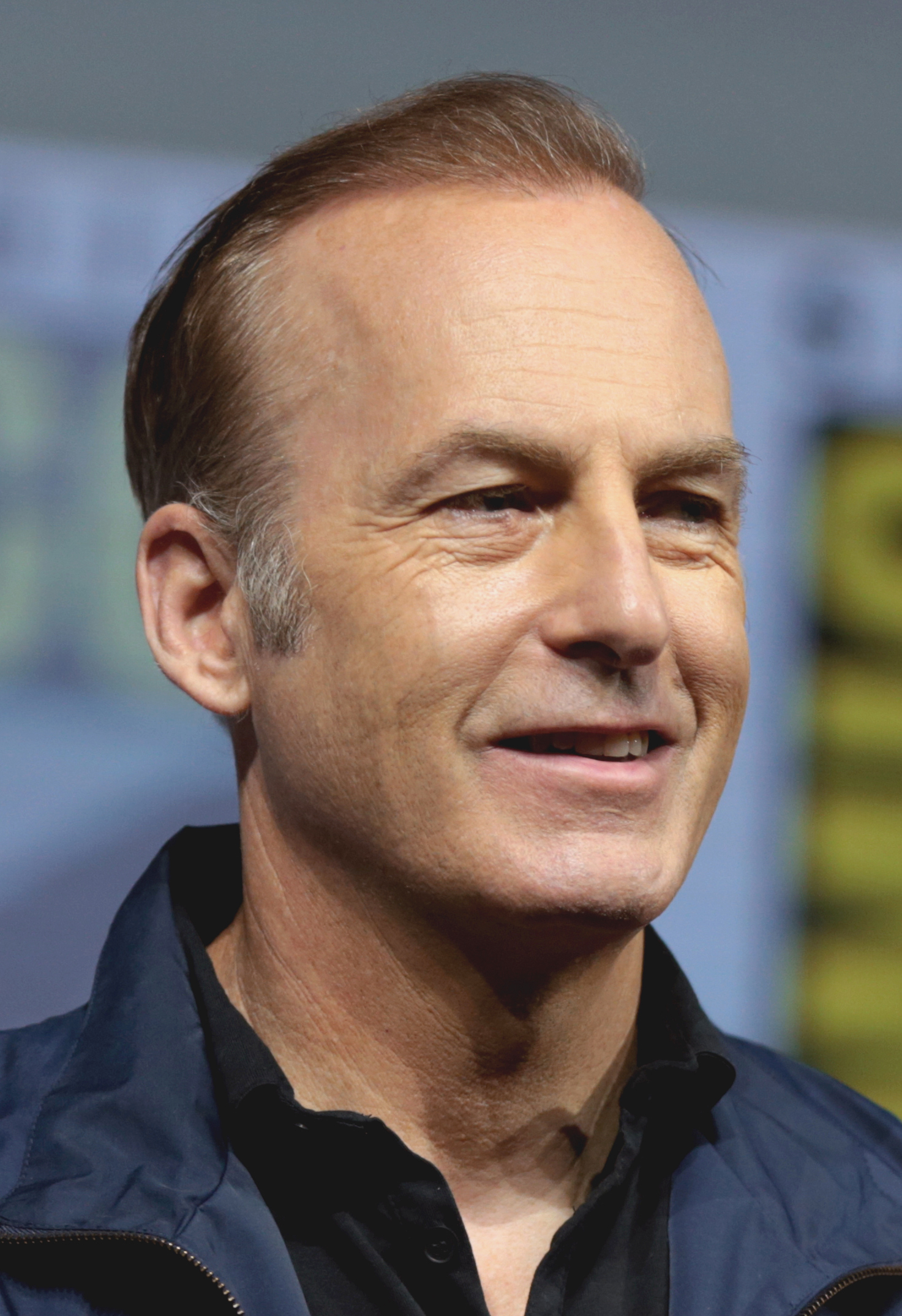
Bob Odenkirk interprète Jimmy McGill / Saul Goodman.
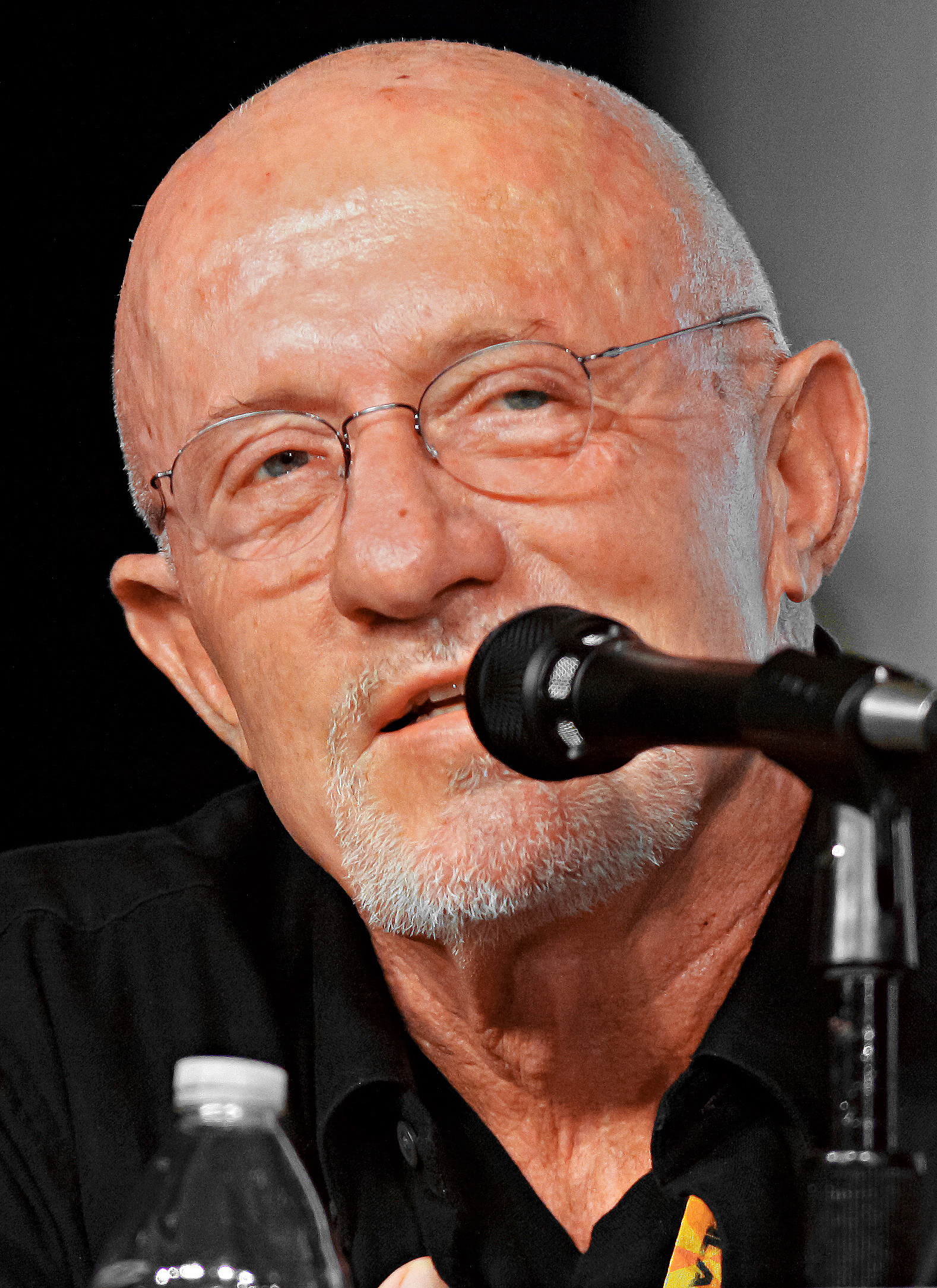
Jonathan Banks interprète Mike Ehrmantraut.
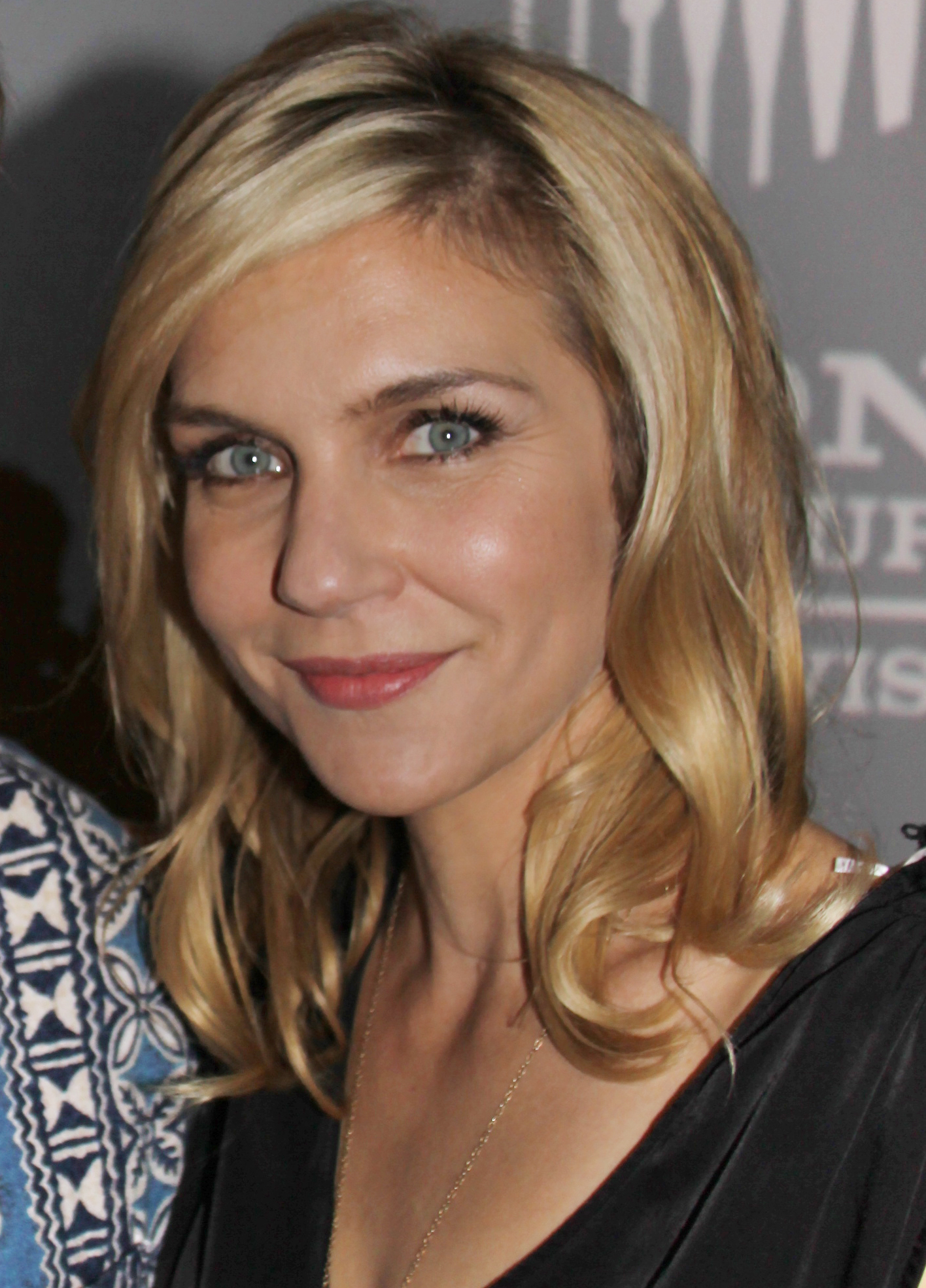
Rhea Seehorn interprète Kim Wexler.
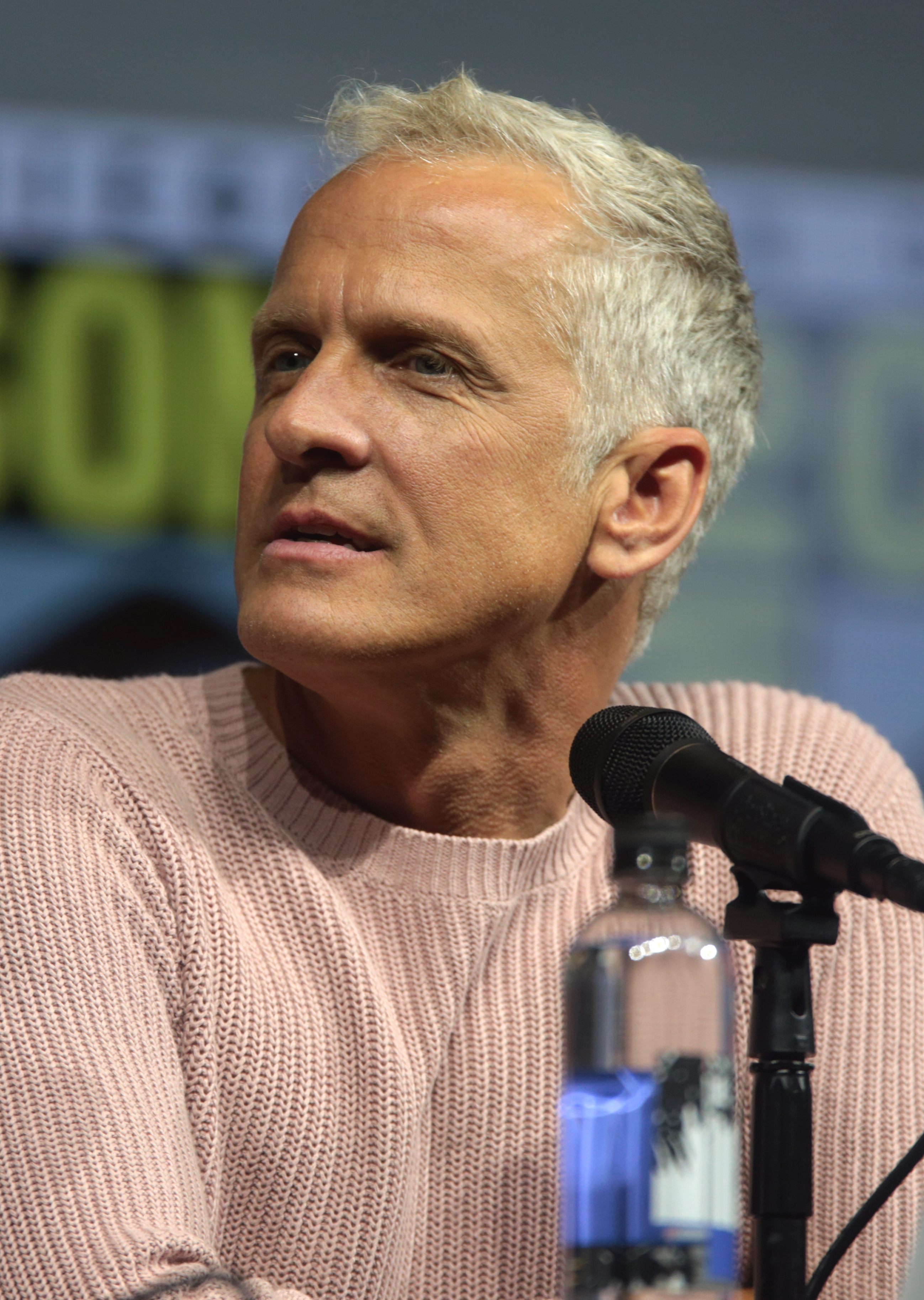
Patrick Fabian interprète Howard Hamlin.
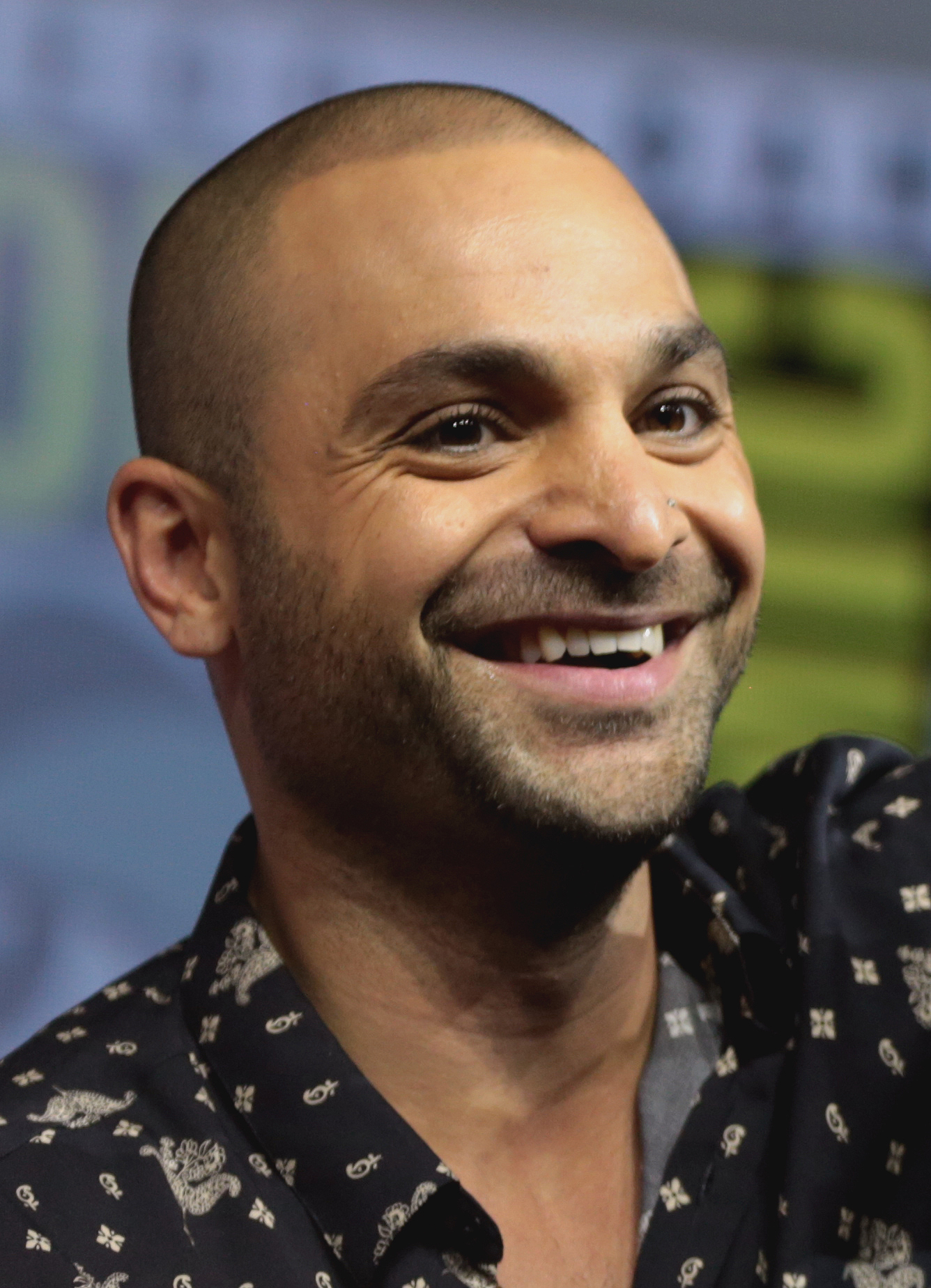
Michael Mando interprète Nacho Varga.
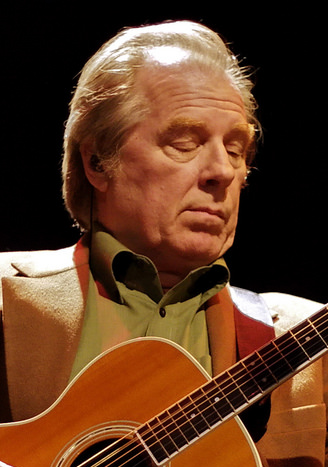
Michael McKean interprète Chuck McGill.
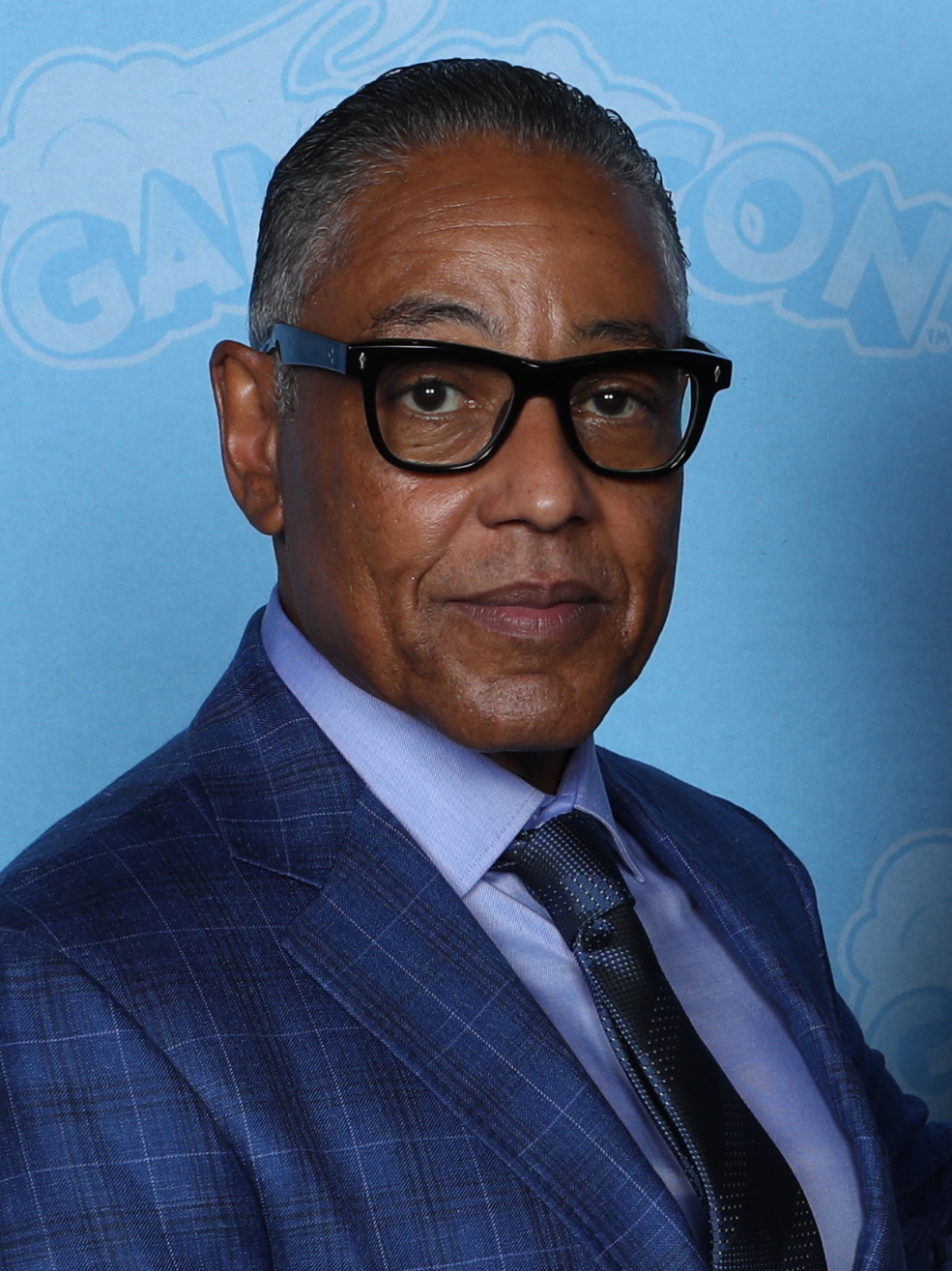
Giancarlo Esposito interprète Gus Fring.
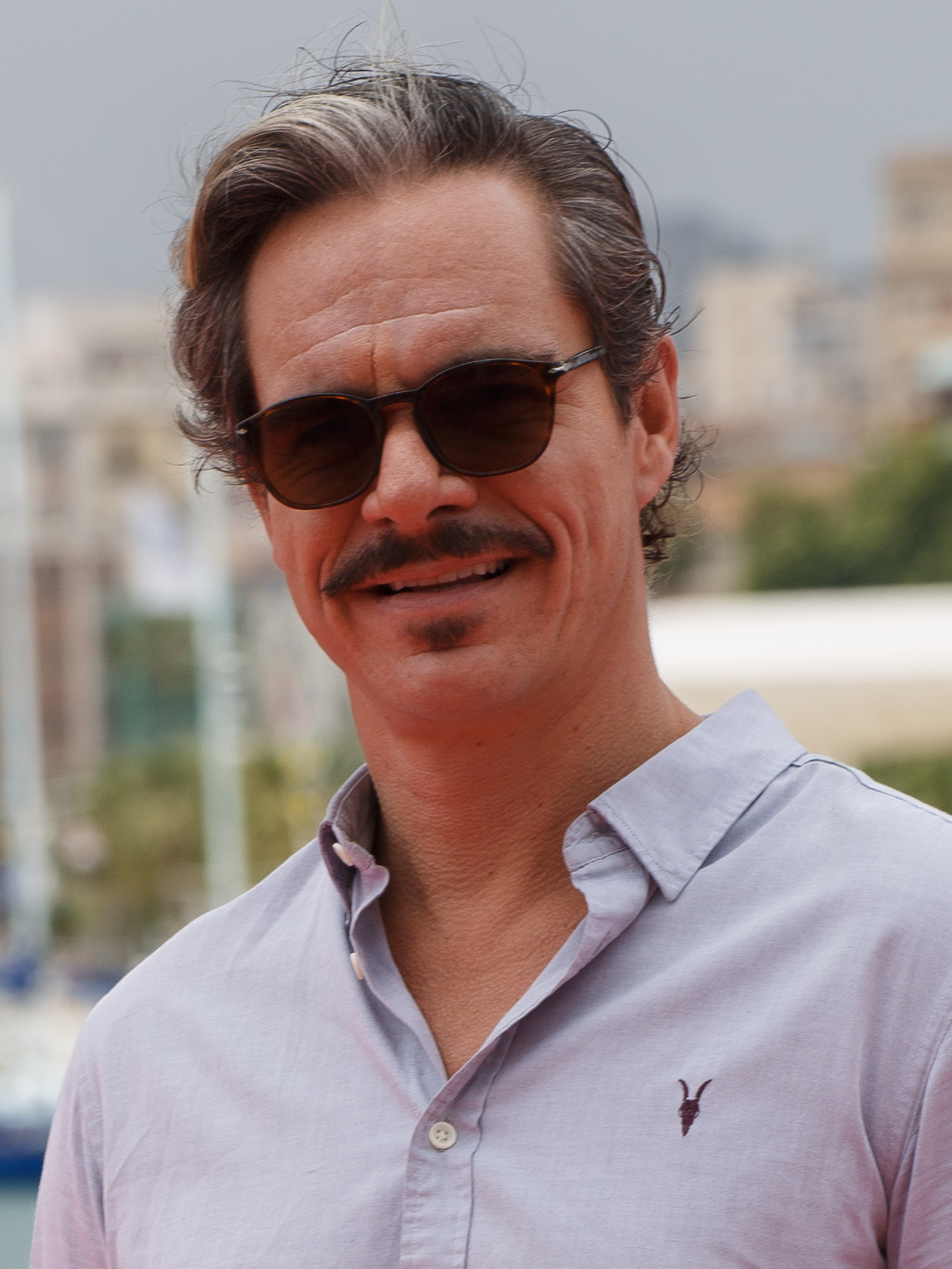
Tony Dalton interprète Lalo Salamanca.

### Acteurs récurrents et invités
- Julie Ann Emery (VF : Barbara Tissier) : Betsy Kettleman (saison 1 et 6)
- Jeremy Shamos (VF : Tugdual Rio) : Craig Kettleman (saison 1 et 6)
- Eileen Fogarty (VF : Jade Nguyen) : Mme Nguyen
- Peter Diseth (VF : François Raison) : Bill Oakley
- Brandon K. Hampton (VF : Eilias Changuel) : Ernesto (saisons 1 à 3, invité saison 4)
- Kerry Condon (VF : Laura Préjean) : Stacey Ehrmantraut[n 2]
- Faith Healey[n 4], Abigail Zoe Lewis[n 5] (VF : Angela Mit), puis Juliet Donenfeld[n 6] (VF : Maryne Bertieaux) : Kaylee Ehrmantraut[n 2]
- Joe DeRosa (VF : Constantin Pappas) : Dr Caldera
- Dennis Boutsikaris (VF : Denis Boileau) : Richard « Rich » Schweikart
- Mark Proksch (VF : Thierry Bourdon) : Daniel « Pryce » Wormald (saisons 1 à 3)
- Josh Fadem (VF : Julien Crampon) : Joey Dixon
- Barry Shabaka Henley (VF : Christian Pélissier) : l'inspecteur Greg Sanders (saison 1)
- Mel Rodriguez (VF : Luc Florian) : Marco Pasternak (saisons 1 et 3)
- Clea DuVall (VF : Carole Franck puis Gaëlle Savary) : Dr Cruz (saisons 1 à 3)
- Ed Begley, Jr. (VF : Bernard Tiphaine puis Stéphane Bazin) : Clifford Main (saisons 2, 4 à 6)
- Omar Maskati (VF : Eilias Changuel) : Omar (saison 2)
- Jessie Ennis (VF : Fouzia Youssef-Holland) : Erin Brill (saison 2, 3 et 6)
- Vincent Fuentes (VF : Jean Rieffel) : Arturo Colon (saisons 2 à 4)
- Cara Pifko (VF : Aurélie Fournier) : Paige Novick (saisons 2 à 5)
- Rex Linn (VF : Thierry Murzeau) : Kevin Wachtell (saisons 2 à 6)
- Harrison Thomas (VF : Joachim Salinger) : Lyle (saisons 3 à 6)
- Rainer Bock (VF : Marc Perez) : Werner Ziegler (saison 4)
- Ben Bela Böhm (VF : Quentin D'Hainaut) : Kai (saison 4)
- Stefan Kapičić (VF : Jean-Michel Rucheton) : Casper (saisons 4 et 6)
- Eric Steinig (VF : Jean-Charles Delaume) : Nick (saison 4)
- Keiko Agena (VF : Ariane Aggiage) : Viola Goto (saison 4)
- Poorna Jagannathan (VF : Charlotte Marin) : Maureen Bruckner (saison 4)
- Don Harvey puis Pat Healy (VF : Cyrille Monge) : Jeff (saisons 5 et 6)
- Sasha Feldman (VF : Laurent Gris) : Sticky (saison 5)
- Morgan Krantz (VF : Marius Hocquigny) : Ron (saison 5)
- Barry Corbin (VF : Patrick Messe) : Everett Acker (saison 5)
- Lennie Loftin (VF : Aurélien Lorgnier) : Genidowski (saison 6)
- John Posey (VF : Philippe Catoire) : Rand Casimiro (saison 6)
- John Ennis (VF : Pascal Casanova) : Lenny (saison 6)
- Sandrine Holt (VF : Josy Bernard) : Cheryl Hamlin (saison 6)
- Carol Burnett (VF : Frédérique Cantrel) : Marion (saison 6)

### Récurrents et invités deBreaking Bad
- Raymond Cruz (VF : Jérôme Rebbot) : Tuco Salamanca (saisons 1 et 2)
- Jesus Payan (VF : Yann Guillemot) : Gonzo (saison 1)
- Cesar García (VF : Yann Guillemot) : No-Doze (saison 1)
- Max Arciniega (VF : Anatole de Bodinat) : Domingo Gallardo « Krazy 8 » Molina (saisons 2 à 5)
- Kyle Bornheimer (VF : Emmanuel Curtil) : Ken Wins (saison 2)
- Stoney Westmoreland : l'officier Saxton (saison 2)
- Jim Beaver (VF : Jacques Bouanich) : Lawson (saison 2)
- Jennifer Hasty : Stephanie Doswell (saison 2)
- Mark Margolis (VF : Mathieu Lagarrigue) : Don Hector « Tio » Salamanca (saisons 2 à 6)
- Debrianna Mansini : Fran (saisons 2 et 4)
- Luis Moncada : Marco Salamanca (saisons 2, 4 à 6)
- Daniel Moncada : Leonel Salamanca (saisons 2, 4 à 6)
- Jeremiah Bitsui (VF : Nicolas Beaucaire puis Fred Colas) : Victor (saisons 3 à 6)
- Ray Campbell (VF : Bruno Dubernat (saisons 3 à 5) puis Jean-Alain Velardo (saison 6)) : Tyrus Kitt (saisons 3 à 6)
- J. B. Blanc : Barry Goodman (saisons 3 à 5)
- Tina Parker (VF : Natacha Muller) : Francesca Liddy (saisons 3, 4 et 6)
- Steven Bauer : Don Eladio Vuente (saisons 3, 5 et 6)
- Javier Grajeda (VF : Wladimir Beltran puis Diego Asensio) : Juan Bolsa (saisons 3 à 6)
- Lavell Crawford (VF : Asto Montcho) : Huell Babineaux (saisons 3 à 6)
- Laura Fraser (VF : Rafaèle Moutier) : Lydia Rodarte-Quayle (saisons 3 à 5)
- David Costabile (VF : Bernard Gabay) : Gale Boetticher (saison 4)
- Eric Steinig (VF : Jean-Charles Delaume): Nick (saison 4)
- Franc Ross (VF : Jean-Marc Charrier) : Ira (saison 4)
- Dean Norris (VF : Jean-François Aupied) : Hank Schrader (saison 5)
- Steven Michael Quezada (VF : Jean-François Vlérick) : Steven Gomez (saison 5)
- Nigel Gibbs (VF : Philippe Dumond) : Tim Roberts (saisons 5 et 6)
- Norbert Weisser : Peter Schuler (saison 5)
- Julia Minesci : Wendy (saison 6)
- David Ury : Spooge (saison 6)
- Bryan Cranston (VF : Stefan Godin) : Walter White (saison 6)
- Aaron Paul (VF : Alexandre Gillet) : Jesse Pinkman (saison 6)
- John Koyama : Emilio Koyama (saison 6)
- Betsy Brandt (VF : Brigitte Guedj) : Marie Schrader (saison 6)
- Todd Terry (VF : Swan Demarsan) : Austin Ramey (saison 6)

Version française réalisée par le studio de doublage Dubbing Brothers,, sous la direction de Guillaume Orsat et Thierry Wermuth (remplacement - saison 6, épisode 2) et une adaptation des dialogues de Christine de Chérisey, Nathalie Xerri et Rachel Campard.
 Source et légende : version française (VF) sur RS Doublage et Doublage Séries Database

## Production

### Concept
La série devait être moins sombre et plus comique que la série originale. La tonalité s'est toutefois infléchie dès la première saison, à mesure que d'autres personnages ont été réintroduits dans la trame scénaristique (Mike Ehrmantraut, puis la famille Salamanca, puis Gustavo Fring à partir de la troisième saison), faisant progressivement resurgir des éléments du milieu criminel d'Albuquerque. Par ailleurs, même si son évolution n'est pas aussi radicale que celle de Walter White, James McGill s'avère être un personnage à la dimension tragique manifeste.
L'histoire se déroule quelques années avant les événements de Breaking Bad, entre 2002 et 2004. Quelques brèves séquences se déroulent toutefois en 2010, après les évènements de Breaking Bad ; ces séquences apparaissent à chaque début de saison, et démarrent en noir et blanc.

### Développement

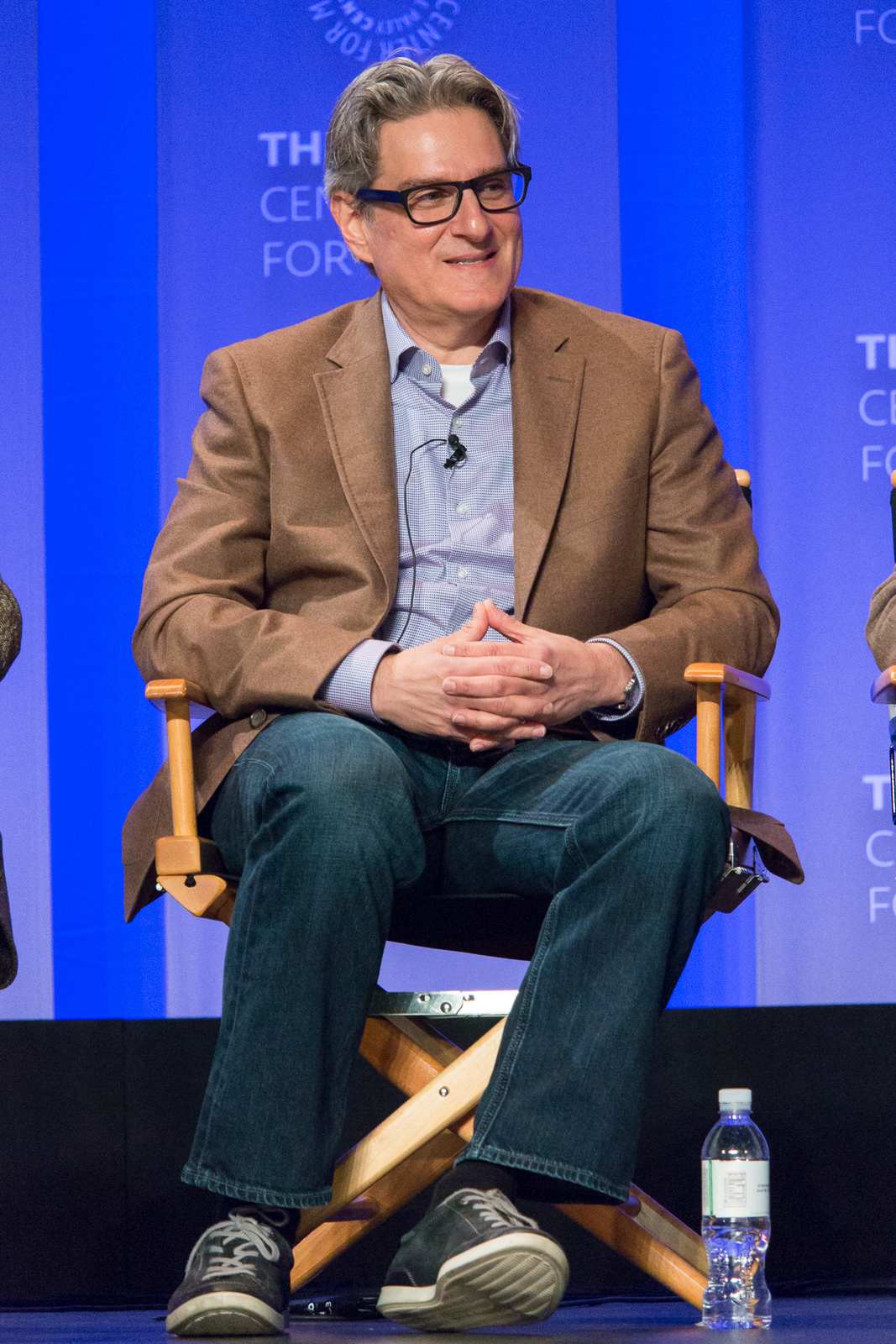
Peter Gould, le cocréateur de la série, au PaleyFest LA 2016.

En avril 2013, une série dérivée centrée sur le personnage de Saul Goodman est annoncée, développée par Vince Gilligan, créateur de Breaking Bad, et Peter Gould, scénariste et auteur de l'épisode qui introduit le personnage. Elle est produite par Sony Pictures Television.
En juillet 2013, Vince Gilligan explique que la série n'a pas encore eu le feu vert, mais qu'avec Peter Gould : « Nous travaillons à plein régime pour y parvenir. » (« We are full speed ahead on trying to get going. »)
En septembre 2013, les négociations traînant avec AMC, la chaîne Netflix se déclare intéressée et un contrat de syndication de la série sur le Web est signé,, ce qui accélère l'officialisation de la série.
Lors de l'élaboration de la série, les producteurs ont envisagé un format d'une demi-heure par épisode, mais ont finalement opté pour une heure.
En janvier 2014, AMC annonce le début de la diffusion de la série pour novembre 2014.
Le 19 juin 2014, la diffusion de la première saison composée de dix épisodes est repoussée à février 2015 et une deuxième saison de treize épisodes est commandée,. Cette deuxième saison comptera finalement dix épisodes, comme les suivantes.
Le 15 mars 2016, la série est renouvelée pour une troisième saison.
Le 27 juin 2017, une semaine après la diffusion de la fin de la troisième saison, AMC annonce le renouvellement de la série pour une quatrième saison.
Le 28 juillet 2018, la série a été renouvelée pour une cinquième saison.
Le 16 janvier 2020, la série a été renouvelée pour une sixième et dernière saison.

### Attribution des rôles
En avril 2013, après l'annonce du projet de série centrée sur son personnage de Saul Goodman, l'acteur Bob Odenkirk est annoncé pour reprendre le rôle.
En janvier 2014, l'acteur Jonathan Banks a été confirmé pour reprendre son rôle de Mike Ehrmantraut avec un statut principal dans la série.
En avril 2014, Michael McKean a obtenu un rôle principal dans la série.
En mai 2014, Rhea Seehorn, Patrick Fabian et Michael Mando, ont obtenu un rôle principal.
En janvier 2017, le retour de Giancarlo Esposito, qui tenait déjà le rôle de Gustavo Fring dans Breaking Bad, est officialisé pour la troisième saison,.

### Tournage
Comme Breaking Bad, la série est filmée à Albuquerque, au Nouveau-Mexique.
Le tournage de la quatrième saison débute le 11 janvier 2018 à Albuquerque.
La cinquième saison est tournée d'avril à septembre 2019, et mise en ligne en mai 2020 sur Netflix.
La sixième saison est décidée en janvier 2020 pour être disponible en 2021. En raison de la pandémie de Covid-19, le tournage de la sixième saison a été repoussé à 2021 et 2022.

### Fiche technique
- Titre original et français : Better Call Saul
- Création : Vince Gilligan et Peter Gould
- Réalisation : (+ de 2 épisodes) Vince Gilligan, Thomas Schnauz, Peter Gould, Michael Morris, Adam Bernstein, Michelle MacLaren, Colin Bucksey, John Shiban,	...
- Scénario : Vince Gilligan, Peter Gould, Gordon Smith, Marion Dayre, Ann Cherkis, Thomas Schnauz...
- Direction artistique : Tony Fanning
- Décors : Paula Dal Santo ; Libbe Green
- Costumes : Jennifer L. Bryan
- Photographie : Arthur Albert
- Montage : Kelley Dixon
- Musique : Dave Porter
- Production : Nina Jack, Bob Odenkirk et Diane Mercer ; Gennifer Hutchison (superviseur) ; Melissa Bernstein, Vince Gilligan, Peter Gould et Mark Johnson (exécutive) ; Stewart Lyons et Thomas Schnauz (coproducteur exécutif)
- Casting : Sharon Bialy et Russell Scott
- Sociétés de production : Sony Pictures Television, High Bridge Productions, Crystal Diner Productions, Gran Via Productions et American Movie Classics
- Sociétés de distribution : AMC (États-Unis) ; Netflix (International)
- Pays d'origine :  États-Unis
- Langue originale : anglais, espagnol, allemand
- Format : couleur - 35 mm - 1,78:1 - son Dolby Digital
- Genre : Drame, Comédie noire
- Durée : 47 minutes en moyenne
- Classification : Tout public ou Déconseillé aux moins de 10 ans

 Sauf indication contraire, les informations mentionnées dans cette section peuvent être confirmées par la base de données cinématographiques IMDb,  présente dans la section « Liens externes ».

## Épisodes
| Saison | Saison | Nombre d'épisodes | Nombre d'épisodes | Diffusion originale sur AMC | Diffusion originale sur AMC | Diffusion originale sur AMC | Diffusion originale sur AMC    | Diffusion originale sur AMC |
| Saison | Saison | Nombre d'épisodes | Nombre d'épisodes | Années                      | Début de saison             | Fin de saison               | Audience moyenne (en millions) |                             |
| ------ | ------ | ----------------- | ----------------- | --------------------------- | --------------------------- | --------------------------- | ------------------------------ | --------------------------- |
|        | 1      | 10                | 10                | 2015                        | 8 février 2015              | 6 avril 2015                | 3,21                           |                             |
|        | 2      | 10                | 10                | 2016                        | 15 février 2016             | 18 avril 2016               | 2,16                           |                             |
|        | 3      | 10                | 10                | 2017                        | 10 avril 2017               | 19 juin 2017                | 1,64                           |                             |
|        | 4      | 10                | 10                | 2018                        | 6 août 2018                 | 8 octobre 2018              | 1,49                           |                             |
|        | 5      | 10                | 10                | 2020                        | 23 février 2020             | 20 avril 2020               | 1,37                           |                             |
|        | 6      | 13                | 7                 | 2022                        | 18 avril 2022               | 23 mai 2022                 | 1,21                           |                             |
| 6      | 6      | 13                | 11 juillet 2022   | 2022                        | 15 août 2022                | 1,80                        |                                |                             |

### Première saison (2015)
Résumé
Jimmy se trouve impliqué dans une affaire de détournement de fonds par la famille Kettleman, représentée par le cabinet de Chuck, Hamlin, Hamlin et McGill (HHM) ; il envisage de devenir l'avocat des Kettleman, ce qui entraîne la rétrogradation de Kim, associée de HHM chargée de l'affaire. Puis il découvre que les maisons de retraite Sandpiper ont mal géré les fonds de leurs résidents, ce qui peut entraîner un recours collectif de plusieurs millions de dollars ; il se propose de traiter l'affaire en collaboration avec HHM, mais Chuck bloque secrètement ce projet. Jimmy découvre l'implication de son frère et confie l'affaire Sandpiper à HHM en échange de quelques avantages financiers. Plus tard, il apprend que l'affaire Sandpiper est devenue trop grosse et HHM a confié une partie du travail à un deuxième cabinet, Davis et Main, qui souhaite embaucher Jimmy en raison de sa connaissance du dossier et de ses bonnes relations avec les clients.
Mike, un ancien officier de police de Philadelphie qui vient de s'installer à Albuquerque pour se rapprocher de sa belle-fille et de sa petite-fille, travaille comme caissier du parking du palais de justice, où il rencontre Jimmy. Mike travaille aussi au noir en tant que « muscle à louer » au sein de la pègre criminelle d'Albuquerque et aide ainsi Jimmy à piéger les Kettleman. Il est aussi engagé comme garde du corps par Daniel Wormald (« Pryce »), un technicien de l'industrie pharmaceutique qui vole des médicaments à son employeur pour les revendre au marché noir ; Mike attire ainsi l’attention de Nacho, homme de confiance de la famille criminelle Salamanca.

### Deuxième saison (2016)
Résumé
Jimmy occupe un poste chez Davis et Main et est chargé de l’affaire Sandpiper, mais les sollicitations traditionnelles par courrier produisant peu de réponses des clients potentiels, Jimmy démarche personnellement les résidents des maisons de retraite, ce qui, selon Chuck, va à l'encontre du droit. Jimmy tourne alors une publicité télévisée destinée aux personnes âgées et la diffuse sans l'approbation préalable des dirigeants de Davis et Main. Alors que la publicité attire de nombreux clients, Jimmy est réprimandé et Kim, qui était au courant du projet de Jimmy, est rétrogradée et affectée à des tâches subalternes. Pour retrouver son poste, Kim sollicite ses contacts personnels et professionnels dans l’espoir d’obtenir de nouveaux clients importants pour HHM, puis organise une réunion entre HHM et Mesa Verde, une grande banque régionale ; malgré l'accord conclu grâce à elle, Howard refuse tout crédit à Kim. Jimmy, qui a quitté Davis et Main, convainc Kim de quitter HHM et de créer sa propre entreprise dans des locaux qu'ils partageront afin de diminuer leurs frais généraux. Elle persuade presque Mesa Verde de travailler avec elle, mais Chuck obtient de la banque de rester avec HHM. Jimmy falsifie alors des documents sur la construction d'une succursale de Mesa Verde pour faire passer Chuck pour un incompétent. Lorsque HHM et Mesa Verde présentent le projet de construction aux autorités officielles, l'erreur relevée entraîne la suspension du projet. Mesa Verde revient vers Kim et la recrute comme avocat, tandis que Chuck est obsédé par la volonté de prouver que Jimmy a saboté le dossier. Quand celui-ci rend visite à son frère, Chuck feint d'être malade et pousse ainsi Jimmy à admettre qu'il a falsifié les documents : Chuck enregistre secrètement ses aveux.
Nacho approche Mike en secret et essaie de l'embaucher pour assassiner Tuco le neveu de son patron, Hector Salamanca : il craint que Tuco ne découvre ses relations secrètes avec Pryce, et le comportement instable de Tuco risque d'attirer l'attention sur les Salamanca et leur trafic de drogue. Mike refuse, sachant que si les Salamanca l'identifient comme le meurtrier, ils se vengeront sur sa famille. Mais il provoque délibérément une altercation publique avec Tuco, entraînant l'emprisonnement de ce dernier pour agression armée. Hector n'a aucune objection à ce que Tuco passe quelque temps en prison, mais il s'oppose à une longue peine. Il demande donc à Mike de dire à la police que l'arme trouvée sur les lieux n'était pas celle de Tuco, mais la sienne, ce qui réduit la durée d'incarcération de Tuco. Mike pense qu'Hector a des soupçons à son égard et craint pour la sécurité de sa petite-fille et de sa belle-fille. Il tente d'entraîner la police à enquêter sur les Salamanca en interceptant l'un de leurs camions de contrebande et en leur volant 250 000 dollars. Il laisse le chauffeur ligoté au bord de la route, espérant qu'il sera libéré par un automobiliste de passage ; Nacho lui apprend plus tard que le bon Samaritain qui a détaché le chauffeur a été assassiné par Hector et ses hommes venus nettoyer la scène. Mike se prépare alors à tuer Hector, mais son plan est perturbé.

### Troisième saison (2017)
Résumé
Chuck fait en sorte que Jimmy apprenne, par Ernesto et Kim, l'existence de l'enregistrement de sa confession. Jimmy fait irruption chez lui pour détruire la cassette, mais découvre qu'il a été piégé par Chuck : Howard et un enquêteur privé se cachent dans la maison pour être témoins des actions de Jimmy. Celui-ci doit comparaître dans le cadre de la plainte déposée par Chuck contre lui et qui pourrait entraîner sa radiation du barreau. À l'audience, Jimmy fait en sorte de tester publiquement la supposée hypersensibilité électromagnétique de Chuck et provoque chez lui un comportement qui peut faire douter de ses capacités mentales. La licence d'avocat de Jimmy est cependant suspendue pour un an. Pour couvrir sa part des dépenses liées au bureau partagé avec Kim, il produit des publicités pour les entreprises locales avec le pseudonyme de Saul Goodman (tiré de l'expression « It's all good, man! »). Kim travaille énormément ; manquant de sommeil, elle a un accident de voiture où elle se casse le bras. La compagnie d'assurance de HHM apprend de Jimmy l'état de santé mentale précaire de Chuck et elle menace d'augmenter ses tarifs, tandis que Chuck consulte un médecin pour surmonter son hypersensibilité. Les relations entre Chuck et Howard se détériorent à mesure que ce dernier s'inquiète de plus en plus de l'obsession de Chuck au sujet de Jimmy et de l'impact de son comportement erratique sur HHM. Howard effectue le premier versement de plusieurs millions de dollars nécessaires au rachat de la part de Chuck dans l'entreprise, sur sa cassette personnelle pour ne pas mettre la société en faillite. Jimmy essaie de se faire pardonner de Chuck, mais celui-ci le repousse, lui disant qu'il n’a jamais été important pour lui. Après le départ de Jimmy, les symptômes d'hypersensibilité électromagnétique de Chuck réapparaissent et, dans une crise destructrice où il arrache le câblage électrique de sa maison, Chuck renverse intentionnellement une lanterne à huile allumée sur des papiers. La maison s'enflamme et il meurt dans l'incendie.
Gus avertit Mike de ne pas tuer Hector, car il veut exercer sa vengeance sur lui, mais pense que le moment n'est pas encore venu. Mike doit se contenter de perturber les transports de drogue d'Hector pour susciter une enquête de la police sur les Salamanca. Pour empêcher Hector d'utiliser l'entreprise de son père, un brave et honnête homme, pour son commerce de drogue, Nacho remplace son médicament pour le cœur par un placebo afin de provoquer discrètement une crise cardiaque fatale. Gus accepte de blanchir l'argent que Mike a volé à Hector en le payant pour des services de consultant en matière de sécurité chez Madrigal Electromotive, la société qui fournit à Gus les ingrédients nécessaires à la fabrication de méthamphétamine. Lors d'une rencontre avec Gus, Hector subit un accident vasculaire cérébral et s'effondre, la pilule qu'il ingurgite ne faisant aucun effet.

### Quatrième saison (2018)
Résumé
Jimmy déprime quelque temps après la mort de Chuck mais quand Howard lui déclare qu'il pense qu'il pourrait en être responsable en raison du litige au sujet de l'assurance contre la faute professionnelle, il tait le fait qu'il a informé l'assureur de l'état de santé de son frère. Pendant qu'il purge son année de probation, Jimmy travaille dans un magasin de téléphonie mobile, mais, sans clientèle, il commence à vendre des téléphones à l'extérieur de la boutique. Kim et Jimmy se séparent ; elle devient partenaire chez Schweikart et Cokely, aidant à l'expansion rapide de Mesa Verde, tout en étant défenseur public bénévole, activité qu'elle trouve plus intéressante et épanouissante. Lorsque l'associé de Saul, Huell, frappe un officier de police, Kim collabore avec Jimmy pour convaincre le bureau du procureur de réduire sa peine à un court emprisonnement. Jimmy se rend à son audience de réintégration, mais n'y parle pas de Chuck, ce qui fait que le comité le trouve « non sincère » et décline sa demande. Kim l'aide à concevoir un plan pour son audience d'appel : Jimmy doit exprimer des remords pour la mort de Chuck. Lors de sa nouvelle audition, Jimmy semble laisser parler son cœur en évoquant son admiration pour son frère, ce qui lui vaudra d'être réintégré dans ses fonctions. Cependant, à la consternation de Kim, Jimmy révèle qu'il jouait en fait la comédie et que désormais il travaillera sous le nom de Saul Goodman et non celui de James McGill.
Gus sait que Nacho est responsable de la crise cardiaque d'Hector et le fait chanter pour qu'il devienne sa taupe au sein de l'entreprise Salamanca. Gus paie pour la rééducation d'Hector, mais la fait cesser quand Hector, quoique conscient de ce qui se passe autour de lui, n'a que la capacité de bouger un doigt, avec lequel il peut communiquer par oui ou par non. Gus engage Werner Ziegler pour superviser la construction d'un grand laboratoire de meth secret sous une blanchisserie industrielle. Gus et Mike organisent l'hébergement de l'équipe de Werner à long terme et élaborent un plan leur permettant de travailler discrètement, mais le projet prend du retard. Werner s'échappe pour revoir son épouse ; Mike le capture et l'exécute à contrecœur, sur ordre de Gus.
L'évasion de Werner et les recherches menées pour le retrouver attirent l'attention du neveu mexicain d'Hector, Eduardo « Lalo » Salamanca, qui décide de traverser la frontière pour venir s'installer temporairement aux États-Unis afin de reprendre la main sur l'organisation familiale et essayer de mieux cerner la stratégie de Gus dont il se méfie beaucoup.

### Cinquième saison (2020)
Résumé
L'arrivée de Lalo Salamanca à Albuquerque modifie considérablement la situation en ville. Le neveu d'Hector menaçant les projets de Gus, ce dernier décide de mettre à l'arrêt le chantier du laboratoire, et renvoie les ouvriers allemands chez eux. Mike décide quant à lui de s'éloigner de Gus, hanté par le meurtre de Werner. Lalo rend visite à Hector, cherchant un moyen de nuire à Gus et le priver de l'appui du cartel. Son oncle lui conseille de viser les bénéfices de Gus, sachant que c'est l'argent qu'il rapporte qui lui assure les faveurs des chefs mexicains.
De son côté, Kim ne comprend pas la décision de Jimmy d'exercer sous le nom de Goodman : il lui explique qu'il veut prendre un nouveau départ et se détacher de son passé entaché par sa relation avec Chuck. En utilisant sa réputation déjà établie de vendeur de téléphones pour les criminels, Saul Goodman commence très vite à se constituer une vaste clientèle composée de petits délinquants. Il est à nouveau approché par Howard Hamlin, qui lui propose un poste chez HHM. Furieux, Jimmy s'en prend secrètement à Howard, persuadé qu'il s'agit d'une fausse pitié venant de l'ancien associé de son frère, et se remémorant les refus passés d'Howard. Le refus et la colère de Jimmy restent en travers de la gorge d'Howard, qui s'en va, vexé. Les affaires de Saul vont bien, quand l'avocat est approché par Lalo Salamanca.
Le criminel veut s'offrir les services de Saul pour libérer un de ses hommes, Krazy-8, arrêté en possession d'une grande quantité de drogue. Saul joue le jeu et fait de Krazy-8 un informateur secret de la DEA, sans savoir que Lalo l'utilise ainsi pour continuer à s'en prendre à Gus. Ce dernier fait donc de nouveau appel à Mike, en plein cycle autodestructeur, et le convainc de l'aider dans sa vendetta contre les Salamanca. Déjà témoin de la violence des membres de la famille criminelle, Mike accepte l'offre et aide Gus à faire arrêter Lalo.
Jimmy et Kim s'entraident sur une affaire opposant Mesa Verde à un propriétaire récalcitrant, mais les méthodes de son partenaire et amant dégoûtent Kim. À mesure que Jimmy entre dans son rôle de Saul Goodman, leur relation se dégrade : aussi, Kim prend une décision radicale et propose à Jimmy de se marier. Il accepte et épouse Kim. Par ailleurs, une loi protège les conjoints d'avocats et les autorise à garder le silence, ce qui arrange les jeunes mariés. Jimmy promet de dire davantage la vérité à celle qu'il aime.
Nacho, qui a gagné la confiance de Lalo après que Gus le lui a demandé, approche Saul Goodman pour faire libérer son chef. Les charges qui pèsent contre Lalo sont lourdes, mais Jimmy parvient à obtenir la libération sous caution de son client.
Le montant de la caution est colossal, et Jimmy est chargé par Lalo de la récupérer auprès des Cousins en plein désert. Si l'aller se passe sans problème, Jimmy tombe dans une embuscade sur le chemin du retour. Par chance, Mike, envoyé par Gus, intervient et tue tous les gangsters venus voler l'argent : en effet, Gus, voyant que Lalo contrôle toujours les opérations des Salamanca, et sachant qu'il ne peut pas le faire tuer sur son territoire, consent à ce que le gangster mexicain rentre chez lui de l'autre côté de la frontière. Mike et Jimmy font un long périple à pied dans le désert, mais finissent par rentrer sains et saufs à Albuquerque.
Lalo est libéré, mais doute de l'honnêteté de Saul quand il lui raconte son voyage, et après avoir découvert la voiture criblée de balle de l'avocat dans un fossé, il le confronte chez lui, en présence de Kim. Celle ci défend alors son mari et parvient à dissiper les soupçons de Lalo, qui repart au Mexique avec Nacho.
Saul est traumatisé par l'embuscade et se remet progressivement des évènements, soutenu par Mike : ce dernier l'informe que Lalo va être assassiné, sans lui donner plus de détails. Rassuré, Jimmy passe du temps avec Kim dans un hôtel, où les deux jeunes mariés discutent du cas d'Howard. Quand sa femme remet sur la table le dossier Sandpiper et projette de ruiner la carrière d'Howard, Jimmy est décontenancé et craint de voir Kim aller trop loin. Au Mexique, Nacho rencontre Don Eladio et les chefs du cartel, alors que Lalo lave l'honneur de sa famille en humiliant Juan Bolsa. La nuit, Gus envoie des tueurs éliminer Lalo. Nacho est de mèche et aide les assassins à entrer dans la propriété, puis s'échappe. Les proches de Lalo, chargés de la sécurité, la cuisine ou l'entretien, sont massacrés. Cependant, Lalo parvient à s'enfuir par un tunnel, revient dans la maison et tue tous les assassins, sauf un. Lorsqu'il interroge le dernier tueur, Lalo déclare savoir qui a commandité son assassinat, et ordonne au survivant de dire qu'ils ont réussi leur mission. Découvrant le corps sans vie de sa cuisinière à l'entrée de la propriété, Lalo commence à marcher en direction de la sortie, fou de rage, et se doutant que Nacho l'a trahi.

### Sixième saison (2022)
Cette dernière saison de treize épisodes est divisée en deux parties. Les sept premiers épisodes sortent à partir du 18 avril 2022 et les six derniers suivront à partir du 11 juillet 2022, sur AMC.
Le lendemain de l'assaut sur sa propriété, Lalo s'arrange pour que personne ne se doute de sa survie. La famille Salamanca crie donc vengeance alors que le cartel met la tête de Nacho à prix. Celui-ci est en pleine fuite vers la frontière, guidé par Mike. Nacho finit par atteindre un motel isolé, sans savoir que Gus Fring tire les ficelles en coulisses pour qu'il soit capturé par le cartel. Pendant ce temps, Lalo informe en secret Hector Salamanca des évènements, qui lui conseille de trouver les preuves de la trahison de Fring. Gus finit par découvrir à son tour la survie de Lalo, et s'inquiète de le voir se lancer aux trousses de Nacho pour le faire parler. Mike, en désaccord avec Gus sur le sort réservé à son espion, finit par reprendre contact avec Nacho après que celui-ci a échappé aux cousins Salamanca venus le tuer, et lui promet de protéger son père s'il accepte de se livrer. Nacho accepte de jouer le jeu de Gus, mais reprend le contrôle de son destin dans ses ultimes instants en refusant de suivre le plan établi, préférant ôter sa propre vie plutôt que d'être le pion de Gus ou la victime des Salamanca. Avec la mort de Nacho, la paix semble revenue. Mais Lalo rôde toujours, et Gus s'enfonce dans la paranoïa à mesure que l'absence de son rival se fait longue.
Pour empêcher une réplique de Lalo, Mike et ses hommes sont chargés de suivre et de surveiller tous les potentiels contacts que le criminel pourrait contacter. Jimmy et Kim en font partie, alors qu'ils sont en pleine exécution d'un plan complexe qui doit humilier Howard Hamlin et clore le dossier Sandpiper. Kim se rend compte qu'elle est suivie et est informée par Mike de la survie de Lalo, la troublant au plus haut point. Néanmoins, elle n'en informe pas Jimmy, qui s'enfonce de plus en plus dans l'univers de Saul Goodman alors que tous les criminels de la ville le sollicitent et qu'il se retrouve méprisé par toute la communauté juridique d'Albuquerque pour avoir aidé le cartel à libérer Lalo. Howard finit par se rendre compte qu'il est la cible de Jimmy et contre attaque en chargeant un détective privé de suivre Saul Goodman. Mais le détective fait également partie du plan de Kim et Saul. Pendant ce temps, Lalo remonte la piste des ingénieurs allemands venus aider Gus à bâtir le laboratoire secret de la Lavendaria Brillante, et découvre la vérité sur les projets de Fring. Sur le point de prévenir Hector, Lalo se ravise soudain en comprenant que la maison de retraite est sur écoute, et tend un piège à Gus en affirmant à Hector qu'il va s'attaquer directement à "l'homme aux poulets". Mike entend la conversation et décide de fortifier la maison de Gus, rassemblant tous les hommes dispersés dans la ville en filature. Le dossier Sandpiper est sur le point d'être clôturé quand le plan de Jimmy et Kim se déclenche : Howard croit que le juge sélectionné comme arbitre a été corrompu par Jimmy, et fait une scène devant toutes les parties présentes. Tous le croient drogué et instable. Les négociations tournent donc court, ce qui force HHM et Davis and Main à accepter la somme proposée par Sandpiper. Alors qu'ils se réjouissent, Jimmy et Kim reçoivent la visite de Howard à la nuit tombée. Howard les confronte sur leurs motivations et pointe du doigt leur cruauté, quand Lalo fait irruption dans l'appartement. Devant Kim et Jimmy sous le choc, Lalo abat froidement Howard et demande à leur parler. Le couple s'exécute sous la menace.
Lalo demande à Saul de se rendre chez Gus Fring avec une arme et de tuer quiconque se trouvera dans la maison. Jimmy supplie Lalo d'envoyer Kim à sa place. Celui-ci accepte, et Kim se met en route, fébrile. Elle est interceptée par Mike sur le palier de Gus, et les avertit que Jimmy est seul avec Lalo. Mike et ses hommes foncent à l'appartement, tandis que Gus s'inquiète pour le laboratoire. Suivant son intuition, il se rend sur place avec ses hommes. Là bas, il tombe sur Lalo, qui a laissé Jimmy attaché à une chaise dans son salon avec le corps d'Howard. Le gangster abat tous les hommes de Gus et le force à descendre dans le laboratoire. Mais Lalo est surpris par Gus, qui avait caché un revolver dans le laboratoire dans l'éventualité où il serait découvert. Après un échange de tirs, Lalo est tué in extremis par Gus. Au matin, Jimmy et Kim sont briefés par Mike sur les évènements, leur demandant de poursuivre leur vie comme si de rien n'était, alors que les corps de Lalo et Howard sont enterrés sous le laboratoire.
La vie reprend son cours. Jimmy et Kim s'efforcent de continuer leurs activités comme si de rien n'était. Gus est convoqué par le cartel et se voit confier le territoire d'Albuquerque. Mike va voir le père de Nacho et lui avoue le sort réservé à son fils, tout en lui promettant que justice viendra. Le vieil homme n'est pas dupe et rétorque que la violence n'est pas une justice, et qu'elle ne trouve jamais de fin. HHM est sur le point de disparaître, alors que la veuve d'Howard ne croit pas les rumeurs sur son mari. Un soir, Kim finit par abandonner sa carrière d'avocate et prépare ses valises. Jimmy rentre à l'appartement en panique et essaie de la raisonner. Le couple se déchire quand Kim comprend qu'ensemble, ils sont dangereux pour tous ceux qui les entourent, et admet qu'elle savait pour la survie de Lalo. Si elle n'a pas prévenu Jimmy, c'est pour préserver son propre plaisir à l'idée de piéger Howard. Jimmy est atterré. Des années plus tard, Jimmy McGill a complètement disparu dans la peau de Saul Goodman.
Après les évènements de Breaking Bad, Jimmy, toujours sous l'identité de Gene Takavic, rencontre Jeff, le chauffeur de taxi qui l'avait reconnu plus tôt. Gene lui propose de participer au casse du centre commercial où il travaille, élaborant pour l'occasion un plan sophistiqué. Jeff accepte et le plan se déroule de nuit, alors que Gene s'est lié d'amitié avec un des gardiens. Une fois le cambriolage réussi, Gene utilise le méfait comme outil de chantage contre Jeff, afin qu'il garde le secret sur sa vraie identité. Jeff accepte. De retour au travail, Gene se rappelle à nouveau ses beaux jours en tant que Saul Goodman, mais semble les laisser définitivement derrière lui en raccrochant un accoutrement bariolé au détour d'un rayon. Plus tard, Gene recontacte Francesca, toujours à Albuquerque. Il apprend que Kim a demandé de ses nouvelles, et cherche à la joindre depuis une cabine téléphonique. La conversation tourne au vinaigre quand Kim, ayant refait sa vie en Floride, lui conseille de se rendre, ajoutant que la vie qu'il a vécu depuis sa chute ne doit pas valoir grand chose. Gene est furieux et se lance à corps perdu dans une nouvelle combine avec l'aide de Jeff. Ensemble, ils extorquent à leur insu des riches financiers d'Omaha, jusqu'à ce que Gene retrouve le style de vie de Saul Goodman. Mais un des coups ne se passe pas comme prévu. Jeff est arrêté par la police et Gene élabore un plan pour le sortir de prison en utilisant la mère de Jeff, Marion. La vieille dame découvre cependant la véritable identité de Gene et appelle la police, obligeant Saul Goodman à prendre la fuite. Emportant avec lui quelques économies, Saul essaie d'esquiver la police quelques heures, en vain. Arrêté et enfermé, Saul décide d'appeler Bill Oakley, l'ancien procureur d'Albuquerque devenu avocat. Saul demande à Oakley d'être son conseiller juridique et prépare sa défense. Face à Marie Schrader et le procureur, Saul Goodman négocie les termes de sa peine et obtient une réduction énorme au vu de ses crimes. Mais la donne change quand Saul apprend que Kim s'est confessé auprès de la veuve d'Howard Hamlin quelques semaines plus tôt, et encourt des poursuites juridiques au civil. Jimmy McGill ressurgit alors et avoue tous ses crimes devant le juge, se déchargeant ainsi de toute sa culpabilité et innocentant son ex-femme. Kim assiste au procès, émue. Jimmy finit incarcéré, mais se montre tout de même optimiste pour son avenir.

## Personnages principaux
- Jimmy McGill / Saul Goodman

Récemment diplômé en droit de l'Université des Samoa américaines, Jimmy McGill commence par exercer en tant qu'avocat commis d'office. Ses difficultés financières le poussent à passer dans le droit des seniors où il finira par être à l'origine d'un vaste procès contre la chaine de maison de retraite Sandpiper Crossing pour surfacturation. Travailleur mais plus doué en arnaques, il n'hésite pas à tendre vers les actions illégales pour arriver à ses fins. Son affrontement avec son frère le conduira à une suspension d'activité sur un an. Il profite de cette année pour se faire un réseau dans la délinquance et la criminalité d'Albuquerque, lui permettant, de retour en fonction, de travailler à son compte sur de nombreuses affaires et officie désormais sous le pseudonyme de Saul Goodman.
- Mike Ehrmantraut

Fuyant un passé de policer corrompu ayant abouti à la mort de son fils, Mike arrive à Albuquerque avec sa belle-fille et sa petite-fille. Là, il commence à travailler pour le tribunal d'Albuquerque en tant que gardien de parking. Il quittera son boulot et réalisera des missions illégales, notamment pour Jimmy, dans l'objectif de gagner un peu d'argent. Il est finalement recruté par Gus Fring en tant qu'homme de main.
- Kim Wexler

Amie de Jimmy McGill, ils se sont rencontrés au service courrier de HHM. Brillante, le cabinet finance ses études et elle devient avocate. Amoureuse de Jimmy, ils vivent une histoire d'amour et elle quitte le cabinet. Ils se marient en secret.
- Chuck McGill

Avocat extrêmement brillant et fondateur du cabinet HHM, Chuck accepte d'aider son frère délinquant avec qui il était en froid. Il lui trouve un travail à HHM à Albuquerque au service du courrier. Apprenant que Jimmy est devenu avocat après coup, Chuck fera tout pour l'empêcher d'exercer et s'opposera discrètement à son recrutement par HHM à ce poste, malgré ses efforts payants. Déclarant une maladie psychosomatique le rendant intolérant aux ondes électro-magnétiques, Chuck vit reclus depuis plusieurs années dans sa maison qu'il a barricadée. Il meurt à la fin de la saison 3 en se laissant brûler dans l'incendie de sa maison qu'il a provoqué, après avoir été poussé à la retraite anticipée.
- Howard Hamlin

Associé de Chuck McGill avec qui il fonde le cabinet HHM, il écartera Jimmy à la demande de son associé qui ne veut pas de Jimmy au cabinet. Après la mort de Chuck, il essayera de recruter Jimmy, en vain, ce dernier n'ayant pas digéré leurs anciens différends.
- Nacho Varga

D'origine mexicaine, Ignacio "Nacho" Varga est un membre important de l'organisation Salamanca. Désapprouvé par son père, Nacho fait tout pour protéger ce dernier, quitte à empoisonner Hector quand il a voulu le forcer à utiliser le commerce de son père comme couverture. Ainsi, lorsque Gus Fring, rival des Salamanca, apprend pour Nacho et le père de ce dernier, il l'utilise comme espion au sein de la famille ennemie.
- Gus Fring

Trafiquant de drogue au passé mystérieux, il travaille pour le compte de Don Eladio et son cartel au Mexique. Gus est en rivalité avec l'autre gang de trafiquants à Albuquerque, la famille Salamanca, dont les membres sont réputés pour leur violence. Il finit par recruter Mike et n'hésite pas à secrètement nuire à ses rivaux afin de prendre le monopole du trafic de drogues en ville.
- Lalo Salamanca

Neveu d'Hector Salamanca, Eduardo "Lalo" Salamanca traverse la frontière et se rend à Albuquerque après l'accident de son oncle, et s'occupe de gérer l'entreprise criminelle familiale. Suivant les ordres de son oncle, il commence à saboter les opérations de Gus Fring et ralentit ses plans. Mais quand Mike parvient à l'envoyer en prison, Lalo fait appel aux services de Saul Goodman pour être libéré et continuer sa vendetta contre Gus. Il est l'antagoniste principal des saisons 5 et 6.

## Talking Saul
Talking Saul est une émission en direct animée par Chris Hardwick, qui présente des invités discutant d'épisodes de Better Call Saul. L'émission utilise le même format que Talking Dead, Talking Bad et d'autres émissions similaires également animés par Hardwick. AMC a annoncé que Talking Saul serait diffusé après la première saison de Better Call Saul le 15 février 2016 et à nouveau après la finale de la deuxième saison le 18 avril 2016. Il est revenu après la première et la finale de la saison 3.
Première saison (2016)
Ces épisodes traitent de la deuxième saison de Better Call Saul.
Deuxième saison (2017)
Ces épisodes traitent de la troisième saison de Better Call Saul.

## Diffusion
En décembre 2013, Netflix a annoncé que la totalité de la première saison serait disponible en streaming aux États-Unis après la diffusion de la finale de la première saison. En Amérique latine et en Europe, chaque épisode serait disponible quelques jours après sa diffusion aux États-Unis. Cependant, la première saison n’a pas été publiée sur Netflix aux États-Unis avant le 1er février 2016.
Netflix est le fournisseur exclusif de vidéo à la demande pour la série et rend le contenu disponible sur tous ses territoires, à l'exception de l'Australie (sur le service de diffusion en continu Stan depuis le 9 février 2015) et de la Nouvelle-Zélande (exclusive au service de vidéo sur demande par abonnement Lightbox). Les épisodes pouvaient être visionnés dans les trois jours suivant leur diffusion aux États-Unis.
Au Royaume-Uni et en Irlande, la série a été acquise par Netflix le 16 décembre 2013 et le premier épisode a été diffusé le 9 février 2015, le deuxième épisode étant sorti le lendemain. Chaque épisode ultérieur a été publié chaque semaine par la suite. En Inde, la série est diffusée sur Colors Infinity dans les 24 heures suivant la diffusion aux États-Unis.

## DVD
France :
- L'intégrale de la saison 1 est sorti le 18 novembre 2015 (ASIN B00UT9FLGA)
- L'intégrale de la saison 2 est sorti le 23 novembre 2016 (ASIN B01KIJG41Q)
- L'intégrale de la saison 3 est sorti le 6 décembre 2017 (ASIN B075NTS18F)
- L'intégrale de la saison 4 est sorti le 6 mai 2019 (ASIN B07NHPYQ1D)
- L'intégrale de la saison 5 est sorti le 2 décembre 2020 (en version benelux) (ASIN B08KJSPM4P)
- L'intégrale de la saison 6 est sorti le 7 décembre 2022 (ASIN B0B67WYVSJ)

Coffrets DVD :
- L'intégrale des saisons 1 à 2 est sorti le 23 novembre 2016 (ASIN B01KIJG3XK)
- L'intégrale des saisons 1 à 3 est sorti le 6 décembre 2017 (ASIN B075NW2KKF)
- L'intégrale des saisons 1 à 4 est sorti le 4 septembre 2019 (ASIN B07SWQ2PKZ)
- L'intégrale de la série est sorti le 7 décembre 2022 (ASIN B0B6F56GFY)

## Accueil

### Audiences
Le premier épisode de la première saison a battu le record d'audiences d'une première pour une série du câble, réunissant 6,9 millions de téléspectateurs dont 4,4 millions âgés entre 18 et 49 ans (le précédent record était détenu par Deadwood sur HBO avec 3,7 millions en mars 2004) et se fera battre quelques mois plus tard par le pilote de Fear the Walking Dead avec plus de 10 millions de téléspectateurs.

### Réception critique
Better Call Saul a été salué par la critique.

#### Première saison
La première saison a été saluée par la critique, en particulier par son jeu d'acteur, son scénario et sa mise en scène. De nombreux critiques l'ont qualifiée de digne successeur de Breaking Bad. Sur Rotten Tomatoes, la première saison a une note de 98 %, basée sur 62 commentaires, avec une note moyenne de 8.17 / 10. Le consensus critique du site est le suivant : « Better Call Saul est une étude de personnage sombre et bizarre qui parvient à rester autonome sans être éclipsée par la série qui l'a engendré. » Sur le site d'agrégateur Metacritic, la première saison enregistre un score de 78 sur 100, sur 43 critiques, indiquant « des critiques généralement favorables ».

#### Deuxième saison
La deuxième saison, tout comme la précédente, a été saluée par la critique. Sur Rotten Tomatoes, la deuxième saison a un score de 97 %, basé sur 30 commentaires, avec une note moyenne de 8.69 / 10. Le consensus critique du site se lit comme suit : « Better Call Saul continue de resserrer son emprise sur les téléspectateurs avec une série d'épisodes qui injectent une énergie dramatique tout en mettant en valeur les charmes de son talent talentueux ». Sur Metacritic, la deuxième saison a un score de 85 %, sur la base de 18 critiques, indiquant une « acclamation universelle ».

#### Troisième saison
La troisième saison, tout comme les deux précédentes, a été saluée par la critique, en particulier pour le développement du personnage de Jimmy McGill. Sur Rotten Tomatoes, la troisième saison a un taux d'approbation de 97 % basé sur 36 commentaires, avec une note moyenne de 8.78 / 10. Le consensus critique du site est le suivant : « Better Call Saul ne montre aucun signe de dérapage au cours de la saison 3, car l’introduction de visages plus familiers entraîne la transformation inévitable de son avance en une vitesse exceptionnelle ». Sur Metacritic, la saison a un score de 87 %, sur la base de 18 critiques, indiquant une « acclamation universelle ».

#### Quatrième saison
La quatrième saison a également reçu des critiques élogieuses. Sur Rotten Tomatoes, la saison est approuvée à 99 % avec un score moyen de 8.98 sur 10 basé sur 30 évaluations. Le consensus critique du site déclare : « Bien conçu et convaincant comme toujours, Better Call Saul équilibre habilement le spectacle qu'il était et celui qu'il deviendra inévitablement ». Sur Metacritic, la saison a un score de 87 %, basé sur 16 revues, indiquant « l'éloge universel ».

#### Cinquième saison
La cinquième saison a été acclamée par la critique universelle. Sur Rotten Tomatoes, la saison a une note d'approbation de 99 % sur la base de 42 avis, avec une note moyenne de 8,95/10. Le consensus critique du site Web est le suivant : « Fondée sur la performance indéfiniment nuancée et vécue de Bob Odenkirk, la cinquième saison de Better Call Saul est une classe de maître en tragédie sombre et drôlement réalisée ». Sur Metacritic, la saison a un score de 92 sur 100 sur la base de 16 critiques, indiquant une « acclamation universelle ».

## Distinctions

### Récompenses
- Television Critics Association Awards 2015 : Meilleure nouvelle série
- Critics' Choice Television Awards 2015 :
  - Meilleur acteur dans une série télévisée dramatique pour Bob Odenkirk
  - Meilleur acteur dans un second rôle dans une série télévisée dramatique pour Jonathan Banks
- Saturn Awards 2018 : Meilleure actrice de télévision pour Rhea Seehorn
- Saturn Awards 2021 : Meilleure série d'action ou thriller
- Saturn Awards 2022 : 
  - Meilleure série d'action ou thriller
  - Meilleur acteur de télévision pour Bob Odenkirk
  - Meilleure actrice de télévision pour Rhea Seehorn
  - Meilleur acteur de télévision dans un second rôle pour Jonathan Banks
- Critics' Choice Television Awards 2023 : 
  - Meilleur série dramatique
  - Meilleur acteur dans une série dramatique pour Bob Odenkirk
  - Meilleur acteur secondaire dans une série dramatique pour Giancarlo Esposito

### Nominations
- Television Critics Association Awards 2015 : Meilleure interprétation dans une série dramatique pour Bob Odenkirk
- Primetime Emmy Awards 2015 :
  - Meilleure série dramatique
  - Meilleur acteur pour Bob Odenkirk
  - Meilleur acteur dans un second rôle pour Jonathan Banks
  - Meilleur scénario pour Gordon Smith (pour l'épisode Histoires de flics)
- Primetime Creative Arts Emmy Awards 2015 :
  - Meilleur montage à caméra unique pour une série dramatique pour Kelly Dixon (pour l'épisode Histoires de flics)
  - Meilleur montage à caméra unique pour une série dramatique pour Kelly Dixon et Chris McCaleb (pour l'épisode Marco)
  - Meilleur mixage du son pour une série comique ou dramatique pour Phillip W. Palmer, Larry Benjamin et Kevin Valentine (pour l'épisode Marco)
- Golden Globes 2016, 2017,2018, 2021 : Meilleur acteur dans une série dramatique pour Bob Odenkirk
- Golden Globes 2023 : 
  - Meilleure série dramatique
  - Meilleur acteur dans une série dramatique pour Bob Odenkirk

## Médias domestiques
La première saison est sortie sur Blu-ray et DVD dans la région 1 le 10 novembre 2015. L'ensemble contient les dix épisodes, ainsi que des commentaires audio pour chaque épisode, des épisodes non censurés, des scènes supprimées, des bêtisiers, plusieurs coulisses et des reportages. Un ensemble Blu-ray en édition limitée a également été publié avec un emballage 3D et un vinyle de carte postale représentant la chanson thème de Better Call Saul de Junior Brown. La deuxième saison est sortie sur Blu-ray et DVD dans la région 1 le 15 novembre 2016. L'ensemble contient les dix épisodes, ainsi que des commentaires audio pour chaque épisode et plusieurs reportages dans les coulisses. La troisième saison est sortie sur Blu-ray et DVD dans la région 1 le 16 janvier 2018. L'ensemble contient les dix épisodes, ainsi que des commentaires audio pour chaque épisode et plusieurs reportages dans les coulisses.

## Bandes dessinées
AMC a publié deux bandes dessinées numériques pour Better Call Saul. Le premier, intitulé Better Call Saul : Développement du client, publié en février 2015, en avant-première de la série, détaille l'histoire de Saul et Mike, agissant comme un dérivé de l'épisode de Breaking Bad qui a présenté Saul. En février 2016, en prévision de la deuxième saison, AMC a publié Better Call Saul : Saul Goodman et le Consortium de la justice dans Les griffes du judgernaut !